# Sárské teritorium
Sárské teritorium bylo teritorium spravované Společností národů v letech 1920–1935.

## Historie
Sársko bylo od roku 1871 do konce první světové války součástí Německé říše. Po kapitulaci Německa 11. listopadu 1918 bylo Sársko obsazeno vojsky vítězné Francie a podřízeno vojenské správě. Dnem platnosti Versailleské smlouvy 10. ledna 1920 bylo ustaveno Sárské teritorium (Saargebiet), které bylo na 15 let postaveno pod kontrolu nově vytvořené Společnosti národů, aniž by byla jeho formální příslušnost k Německu státoprávně dotčena. Již 27. února 1920 byla Společností národů dosazena tzv. Komise pro vládu nad Sárskou kotlinou (Commission de gouvernement du Bassin de la Sarre), která vystřídala francouzskou vojenskou správu. Zástupci předsedy této komise se svými administrativními orgány od tohoto dne až do roku 1935 fakticky toto území spravovali. Zde je jejich chronologický seznam:
- 26. února 1920 – 18. března 1926 Victor Rault (dosazený Francií)
- 18. března 1926 – 8. června 1927 George Washington Stephens (Kanada)
- 8. června 1927 – 1. dubna 1932 sir Ernest Colville Collins Wilton (Spojené království)
- 1. dubna 1932 – 1. března 1935 Geoffrey George Knox (od roku 1935 s titulem sir) (Spojené království)

Ve skutečnosti bylo ovšem Sársko po 15 let pod kontrolou Francie. V roce 1933 do Sárska emigrovaly početné skupiny antinacistů z Německa, poněvadž Sársko stále nespadalo pod přímou správu Třetí říše. Protinacistické skupiny se zasazovaly o to, aby bylo Sársko nadále spravováno Francií, dokud bude v Německu vládnout Adolf Hitler.
Po vypršení patnáctiletého období pod správou Společnosti národů se Velká Británie a Francie přes odpor části obyvatelstva rozhodly uspořádat plebiscit, na který dohlížel mezinárodní vojenský kontingent (tzv. SAAR Force) pod velením britského generála I. H. Brinda. Ten tvořilo 1500 britských, 1300 italských, 250 švédských a 250 nizozemských vojáků. Při hlasování se vyslovila velká většina obyvatel (90,3 procenta voličů) pro připojení k Německu. V roce bylo 1935 Sársko včleněno do nacistické Třetí říše.
Nacisté jmenovali do funkce říšského komisaře pro Sársko Josefa Bürckela (1895 – 1944). Název jeho funkce se v originálním znění několikrát změnil. Zněl nejprve „Říšský komisař pro začlenění Sárska“ (Reichskommissar für die Rückgliederung des Saarlandes), poté „Říšský komisař pro Sársko“ (Reichskommissar für das Saarland), dále „Říšský komisař pro Sárskou Falc“ (Reichskommissar für die Saarpfalz) a nakonec „Říšský místodržící v Západní marce“ (Reichsstatthalter in der Westmark). 28. září 1944 byl Josef Bürckel vystřídán Willim Stöhrem, který Sársko spravoval do 21. března 1945.
Po druhé světové válce bylo Sársko odtrženo od Německa a stalo se francouzským protektorátem. K Německu bylo opět přičleněno v roce 1955.